# Bibiana Candelas
Bibiana Candelas Ramírez (Torreón, 2 dicembre 1983) è una pallavolista ed ex giocatrice di beach volley messicana.
Gioca nel ruolo di centrale e opposto nelle Polluelas de Aibonito.

## Carriera

### Pallavolo
La carriera di Bibiana Candelas inizia nella formazione statale del Coahuila, giocando parallelamente a livello scolastico con la squadra della Preparatoria Luzac: nel 1997, all'età di quattordici anni, fa il suo debutto nella nazionale messicana, con la quale due anni più tardi partecipa al campionato nordamericano 1999, dove viene insignita del premio di miglior muro; con la nazionale Under-20 si aggiudica invece la medaglia di bronzo al campionato nordamericano 2000, dove viene eletta MVP del torneo.
Nel 2001 si trasferisce a Porto Rico, dove firma il suo primo contratto professionistico per giocare la Liga de Voleibol Superior Femenino 2002 con le Leonas de Ponce, partecipando inoltre ai tornei scolastici locali col Colegio Ponceño; con la nazionale vince la medaglia di bronzo ai XIV Giochi centramericani e caraibici e viene premiata come miglior muro alla Coppa panamericana 2002.
Dopo il diploma va a studiare negli Stati Uniti d'America, dove partecipa alla NCAA Division I con la University of Southern California dal 2002 al 2005, aggiudicandosi due titoli nazionali e raccogliendo diversi riconoscimenti individuali. In seguito si dedica esclusivamente al beach volley, tornando all'indoor solo per qualche torneo con la nazionale messicana, come il campionato mondiale 2006.
Dopo anni di assenza per dedicarsi al beach volley, torna a giocare nella pallavolo indoor nel campionato 2016, quando fa ritorno nella Liga de Voleibol Superior Femenino con le Changas de Naranjito;  torna anche a vestire la maglia della nazionale messicana in occasione della Coppa panamericana 2016. Nel campionato seguente difende ancora per qualche mese i colori della franchigia di Naranjito, prima di approdare nel corso dell'annata alle Polluelas de Aibonito.

### Beach volley
Conclusa la carriera universitaria, nel 2006 inizia a giocare a beach volley in coppia con Paula Gentil. Dal 2007 al 2012 gioca in coppia con Mayra García, aggiudicandosi la medaglia di bronzo ai XV Giochi panamericani, partecipando ai Giochi della XXIX Olimpiade; viene inoltre premiata come miglior esordiente al World tour 2008 e si aggiudica la tappa di Guatemala City del campionato nordamericano 2008. Durante il campionato nordamericano 2009 trionfa nelle tappe di Tijuana e Puerto Vallarta. Un anno dopo vince la medaglia d'oro ai XXI Giochi centramericani e caraibici, mentre nel 2011 è medaglia d'argento ai XVI Giochi panamericani.
Dopo aver giocato per due anni in coppia con Martha Revuelta, nel 2015 fa coppia con Ana Ríos, annunciando il suo ritiro dalle competizioni sulla sabbia nel novembre dello stesso anno.

## Palmarès

### Pallavolo

#### Club
- NCAA Division I: 2

2002, 2003

#### Nazionale (competizioni minori)
- Campionato nordamericano Under-20 2000
- Giochi centramericani e caraibici 2002

#### Premi individuali
- 1999 - Campionato nordamericano: Miglior muro
- 2000 - Campionato nordamericano Under-20 2000: MVP
- 2002 - Coppa panamericana: Miglior muro
- 2003 - All-America First Team
- 2003 - NCAA Division I: Dallas National All-Tournament Team
- 2004 - All-America Third Team
- 2005 - All-America Second Team

### Beach volley

#### Tornei
- Giochi panamericani 2007
- Campionato nordamericano - Tappa di Guatemala Ciry
- Campionato nordamericano - Tappa di Tijuana
- Campionato nordamericano - Tappa di Puerto Vallarta
- Giochi centramericani e caraibici 2010
- Giochi panamericani 2011

#### Premi individuali
- 2008 - World tour: Miglior esordiente